# Klaus Matischak
Klaus Matischak (* 24. Oktober 1938 in Bottrop) ist ein ehemaliger deutscher Fußballspieler, der mit Werder Bremen 1965 die deutsche Fußballmeisterschaft gewann.

## Leben
Klaus Matischak begann mit dem Fußballspielen in jungen Jahren im Westmünsterland bei Gronau 09 und wurde früh vom VfB Bottrop für die 2. Liga West entdeckt. Unter Trainer Willi Multhaup kam die Stürmerhoffnung bereits in der Saison 1955/56 zu 23 Einsätzen in der 2. Liga; er erzielte für den Tabellendritten fünf Tore. In seinem letzten Jahr in Bottrop, 1957/58, steigerte er seine Quote unter Multhaup-Nachfolger Franz Linken auf 28 Ligaspiele mit 22 Toren. Insgesamt wird Matischak in der 2. Liga West mit 67 Spielen und 31 Toren geführt. Am 25. Juni 1958 schoss der Mittelstürmer ein Tor im Finale des Länderpokals zum 2:0-Erfolg der Verbandsauswahl des Niederrheins in Hannover gegen die Auswahl von Niedersachsen.
Bereits zu seiner Zeit beim VfB Bottrop in der 2. Liga West debütierte der 19-jährige Mittelstürmer in den Auswahlmannschaften des DFB. Am 12. Oktober 1957 hatte er beim 3:2-Sieg gegen England seinen Einstand in der Amateurnationalmannschaft (er erzielte ein Tor) an der Seite von Peter Grosser, Karl-Heinz Schnellinger und Herbert Schäfer. 1958 bestritt er dort zwei weitere Spiele; in den drei Einsätzen erzielte er vier Tore. Er erhielt auch eine Berufung für das Spiel in der Juniorennationalmannschaft am 21. Dezember 1957 in Braunschweig gegen Ungarn.
Der Meister der Oberliga Süd des Jahres 1958, der Karlsruher SC, verpflichtete daraufhin das Sturmtalent zur Runde 1958/59. In Baden konnte der Mann vom Niederrhein jedoch nicht die Nachfolge des Torjägers Heinz Beck antreten. Beim KSC kam er in der Meisterrunde 1960 nur zu fünf Einsätzen (drei Treffer), in der Endrunde war er nur Zuschauer. Matischak wechselte 1960/61 zum FK Pirmasens in die Oberliga Südwest und fand wieder in die Erfolgsspur als Torjäger zurück. In den zwei Runden in der Pfalz von 1960 bis 1962 kam er in 44 Spielen auf 42 Tore. Damit war er auch wieder für den Westen interessant. Viktoria Köln, der Stadtrivale des 1. FC Köln in der Oberliga West, verpflichtete Matischak für die letzte Runde der Oberliga-Ära 1962/63. Er kam in die Hände des späteren Meistertrainers Hennes Weisweiler und konnte seine Gabe, Tore zu erzielen, mit 17 Treffern nachdrücklich bestätigen. Da die Viktoria die Aufnahme in die neue Bundesliga verpasste, verpflichtete der FC Schalke 04 Matischak für die Saison 1963/64. Ihm gelang es auch in dieser sportlich anspruchsvolleren Staffel der Besten, mit 18 Toren zu den erfolgreichsten Torschützen zu zählen. Da die Rückrunde unter Trainer Georg Gawliczek und mit Hans Nowak, Willi Schulz und Reinhard Libuda völlig aus dem Ruder lief und auch die finanziellen Möglichkeiten der Schalker nicht nach dem Geschmack des geschäftstüchtigen Mittelstürmers waren, zog es ihn im Sommer 1964 nach Bremen.
Beim SV Werder hatte Trainer Willi Multhaup aus der ersten Bundesliga-Saison die richtigen Schlüsse gezogen. Er verstärkte die Abwehr mit Horst-Dieter Höttges und Heinz Steinmann und baute im Angriff auf die Torjägerqualitäten des Mannes aus Bottrop. Multhaup, der „Gentleman in feinem Tuch“, hatte mit seiner Personalentscheidung richtig gelegen. Die Abwehr stand sicher und im Sturm bewies „Zick-Zack-Matischak“ seine Torgefährlichkeit. Es traten zwar schon deutliche Verletzungspausen bei dem spiel- und schussstarken Stürmer auf. In der Hinrunde 1964/65 konnte er das Werder-Team in nur sieben Spielen in ihrem Marsch an die Tabellenspitze unterstützen. Sehr wichtig waren aber seine zwei Treffer am 10. Oktober 1964 beim 2:1-Auswärtssieg beim Aufsteiger Hannover 96. In der Rückrunde war er bei den Erfolgen gegen den Hamburger SV und wiederum Hannover mit je zwei Toren nochmals in der Torschützenliste vertreten. In den drei Abschlussspielen der Runde 1964/65 gegen den Meidericher SV, Borussia Dortmund und den 1. FC Nürnberg traf er jeweils einmal. Er kam so auf insgesamt 12 Tore in 19 Spielen. Der SV Werder Bremen wurde Deutscher Fußballmeister 1965.
Klaus Matischaks letztes Bundesligaspiel war am 11. März 1967 beim FC Bayern München. Ständige Knieprobleme zwangen den erfolgreichen Stürmer, der zusammen mit Max Lorenz die Stimmungskanone der Mannschaft war, seine Fußballkarriere zu beenden.
Als „Finanzmanager“ war er bei Werder neben Ligaobmann Rudi Assauer in der Runde 1976/77 noch einmal in anderer Funktion im Einsatz.
Matischak lebt in Tenafly, New Jersey, bei New York City.